# Stephan von Dassel
Stephan von Dassel (* 1967 in Münster) ist ein deutscher Politiker von Bündnis 90/Die Grünen. Er war von 2016 bis 2022 Bezirksbürgermeister des Berliner Bezirks Mitte.

## Leben
Stephan von Dassel wuchs in Berlin und auf der Schwäbischen Alb auf. Seine Mutter war in Berlin Krankenschwester, sein Vater Grieche. Die Eltern trennten sich früh.
Von Dassel leistete seinen Zivildienst in München. Er studierte von 1989 bis 1994 an der Freien Universität Berlin Politikwissenschaften und schloss mit einem Diplom ab.
Er ist Witwer und hat eine Tochter. In seiner Freizeit fährt er Rennrad.
2020 erkrankte zunächst seine Freundin, dann er selbst an COVID-19. Am 1. April 2020 erklärte von Dassel in einem rbb-Interview, er habe sich „fast schon bewusst“ mit dem neuen Coronavirus infiziert, um seine Freundin in der häuslichen Quarantäne nicht allein lassen zu müssen. Später erklärte er, da er ohnehin in Quarantäne musste, sei die gemeinsame Quarantäne alternativlos gewesen. Er habe „dann aber bewusst in Kauf genommen,“ sich „schnell bei ihr anzustecken, um die Quarantäne nicht im Zweifel sogar auf bis zu vier Wochen – bei einer Ansteckung am Ende ihrer Quarantäne – ausdehnen zu müssen.“

## Politik
Seit seinem 17. Lebensjahr ist er Parteimitglied. Nach dem Studium arbeitete er als Geschäftsführer der Grünen in Berlin-Mitte und als Referent im Abgeordnetenhaus von Berlin. Parallel war er ab 1999 Mitglied der Bezirksverordnetenversammlung von Tiergarten, nach der Bezirksfusion 2001 von Mitte. 2009 wurde er zum Bezirksstadtrat für Soziales von Berlin-Mitte gewählt. Ab 2011 bekleidete er zusätzlich das Amt des stellvertretenden Bezirksbürgermeisters.
Bei den Berliner Wahlen am 18. September 2016 wurden die Grünen mit 23,9 % stärkste Partei im Bezirk Mitte und bilden eine Zählgemeinschaft mit der SPD. Bei der konstituierenden Sitzung der Bezirksverordnetenversammlung am 27. Oktober wurde von Dassel als neuer Bezirksbürgermeister gewählt. Er trat damit die Nachfolge von Christian Hanke (SPD) an. Im September 2022 wählte ihn die Bezirksversammlung als Bezirksbürgermeister ab, nachdem ihm Unregelmäßigkeiten bei der Besetzung einer Stelle vorgeworfen worden waren.